# Mystery Road (série télévisée)
Pour le film, voir Mystery Road.
Mystery Road est une série de télévision policière australienne dont la première diffusion a eu lieu sur ABC TV à partir du 3 juin 2018. La série est dérivée des longs métrages d'Ivan Sen, Mystery Road et Goldstone, l'intrigue se déroulant entre les deux films. Le détective aborigène Jay Swan, interprété par Aaron Pedersen, est le personnage principal et l'acteur des films et des deux séries télévisées, chacune composée de six épisodes.
La première saison a été réalisée par Rachel Perkins. Swan est appelé pour résoudre la disparition de deux hommes avec la policière locale jouée par Judy Davis. Dans la deuxième saison, réalisée par Warwick Thornton et Wayne Blair, Swan est amené à résoudre un meurtre dans une autre ville, avec le policier local joué par Jada Alberts. La deuxième saison a été diffusée sur ABC à partir du 19 avril 2020.
La troisième saison est diffusée en France sur Arte à partir du 11 janvier 2024.

## Synopsis

### Saison  1
Jay Swan arrive dans une petite ville pour  enquêter sur la mystérieuse disparition de deux jeunes fermiers dans une station de bétail de l'outback australien. Marley Thompson est joueur de footy, football australien, et l'autre un routard blanc. En collaboration avec la sergente de police locale Emma James, l'enquête révèle le trafic de drogue dans la ville et une injustice passée qui menace le tissu de toute la communauté.

### Saison 2
Swan doit percer le mystère d'un corps décapité qui est retrouvé dans la mangrove. L'intrigue implique un trafic de drogue et une fouille archéologique.

### Saison 3 - Les origines
Préquel des saisons 1 et 2. L'action se situe en 1999. Fraîchement promu inspecteur, le jeune Jay Swan est affecté au poste de police de Jardine, sa ville natale.

## Distribution

### Acteurs récurrents
- Aaron Pedersen : Jay Swan
- Tasma Walton : Mary Swan
- Tasia Zalar : Shevorne Shields

#### Acteurs de la saison 1
- Judy Davis : Emma James
- Madeleine Madden : Crystal Swan
- Deborah Mailman: Kerry Thompson
- Wayne Blair : Larry Dime
- Aaron McGrath : Marley Thompson
- Meyne Wyatt : Cedric Thompson
- Colin Friels : Tony Ballantyne
- John Waters : Travis James
- Kris McQuade : Liz Rutherford
- Connor Van Vuuren : Reese Dale
- Benjamin Hoetjes : Eric Hoffman
- Jessica Falkholt : Genevieve Leclaire
- Anthony Hayes : Ryan Muller
- Ernie Dingo : Keith Groves
- Ningali Lawford Wolf : Dot
- Rohan Mirchandaney : David Sharma
- Ben Oxenbould : Vince Pearce
- Cooper van Grootel : Brayden Cooper

#### Acteurs de la saison 2
- Jada Alberts : Fran Davis
- Callan Mulvey : Simon
- Rob Collins : Amos
- Gary Sweet : Alkemi
- Ursula Yovich : Pansy
- Mark Mitchinson : Owen
- Sofia Helin : Sandra, une archéologue suédoise

#### Acteurs de la saison 3
- Mark Coles Smith (VF : Alex Parreira) : Jay Swan
- Tuuli Narkle (VF : Marie Glorieux) : Mary Allen
- Toby Leonard Moore (VF : Fabrice de La Villehervé) : Abe
- Daniel Henshall (VF : Marc Arnaud) : Patrick Southwell
- Lisa Flanagan : Catherine
- Clarence Ryan : Sputty Swan
- Steve Bisley (VF : Franck Vincent) : Peter Lovric
- Caroline Brazier : Geraldine Southwell
- Hayley McElhinney : Max
- Serene Yunupingu : Lartesha
- Kelton Pell : Jack Swan
- Leonie Whyman : Cissy
- Salme Geransar : Anousha
- Nina Young : Fiona
- Jayden Popik (VF : Kévin Goffette) : Xavier Allen
- Grace Chow (VF : Marine Duhamel) : Cindy
- Megan Wilding (VF : Cécile Arnaud) : Ziggy Wells

 Source et légende : version française (VF) sur RS Doublage

## Tournage

### Saison 1
La première saison a été réalisée autour de Wyndham, une ville du nord de l'Australie-Occidentale. D'autres scènes ont été tournées à Kununurra et sur des terres aborigènes appartenant aux Miriuwung, Gajerrong et Balanggarra dans le Kimberley. La prise de vue en extérieur a duré environ dix semaines.

### Saison 2
La deuxième saison a été tournée à Broome et dans le Kimberley dans le nord de l'Australie-Occidentale, en dix semaines.

### Saison 3
Cette troisième saison a aussi été tournée en Australie-Occidentale.